# سفياتوسلاف فسيفولودوفيتش
سفياتوسلاف الثالث (1196 – 1253) هو ابن فسيفولود الثالث العش الكبير.أمير يورييف-بولسكي،أمير نوفغورود،أمير فلاديمير المعظم (1246—1248).
تم تعيينه اميرا في نوفغورود وعمره 4 سنوات وعام 1206 خلفه اخوه قسطنطين.عاد سفياتوسلاف إلى عرش نوفغرود في 1210.
في سنة 1212 بعد وفاة ابيه فسيفولود الثالث استولى على حكم في مدينة يورييف-بولسكي.
شارك في معركة نهر سيتي(1238) مع المغول التي استشهد فيها اخوه يوري فسيفولودوفيتش الثاني. ومنحه اخوه الأكبر الأمير ياروسلاف زمام السلطة في مدينة سوزدال.
بعد وفاة ياروسلاف استولى عرش فلاديمير طبقا لحق الوراثة.لكن الأمير ميخائيل ياروسلافيتش طرده من فلاديمير عام 1247 .
وذهب إلى الاورطة الذهبية عام 1250 ليقدم شكوى ضد ميخائيل، لكنه لم يفلح في ذلك.
توفي عام 1253 في مدينة يورييف-بولسكي حيث كان اميرا ودفن في كاتدرائية القديس جارجيوس في المدينة نفسها.